# Ucluelet
Ucluelet è una municipalità distrettuale del Canada, situata in Columbia Britannica, nel distretto regionale di Alberni-Clayoquot.